# Фулам
Фулам (енгл. Fulham, /ˈfʊləm/) је област у Лондонској општини Хамерсмит и Фулам,  у југозападном делу Лондона. Овај округ налази се у унутрашњем делу Лондона и удаљен је 6 километара југозападно од Черинг кроса. Лежи на северној обали реке Темзе, између Патнија и Челсија. Област је препозната у Плану Лондона као један од 35 већих центара у Ширем Лондону. Фулам је некада био седиште епархије „Фулама и Гибралтара“, и Фуламска палата је некада била званични дом лондонског бискупа (сада музеј), чије земљиште је данас подељено између башти заједнице и елегантне ботаничке баште. 
Прешавши кроз бројне трансформације у својој историји, данас је зелена област у Лондону, врло близу многих познатих екстравагантних места као што су Челси и Кенсигнтон, и то се одразило на врло високе цене локалних кућа. Био је укључен у Савилсов списак „главних“ области у Лондону из 2007. Два фудбалска клуба која играју у Премијер лиги, Фулам и Челси, налазе се у Фуламу. Некадашњи Лили бриџ граундс (који је био домаћин финала Енглеског купа у фудбалу и првих боксерских утакмица икада) такође је био у Фуламу.